# Gang Gwang-bae
Gang Gwang-bae (강광배?; Incheon, 29 luglio 1973) è uno slittinista, bobbista e skeletonista sudcoreano.
Pioniere dello slittino in Corea del Sud, che era terra sconosciuta per questo sport, fu il primo atleta al mondo a competere alle Olimpiadi invernali in tutti e tre gli sport di scivolamento su ghiaccio (slittino, skeleton e bob). In seguito fu eletto vicepresidente della Federazione internazionale di bob e skeleton e nominato professore presso la Korea National Sport University.

## Biografia
Nel 1991 si è diplomò alla scuola superiore di Hanil, entrando poi nel Dipartimento di educazione fisica dell'Università di Jeonju. Mentre lavorava part-time presso il nuovo comprensorio sciistico di Muju, scoprì lo sci e conseguì poi la qualifica di maestro di sci. Nel 1994, mentre lavorava come maestro di sci, subì un grave infortunio al legamento crociato del ginocchio sinistro e dovette sottoporsi ad un intervento chirurgico, a seguito del quale gli fu diagnosticata un'invalidità che lo costrinse a lasciare l'attività. All'epoca si allenavano con lui Choi Heung-cheol e Kim Hyeon-ki, che in seguito divennero famosi saltatori con gli sci.
Dopo aver abbandonato lo sci, scoprì lo sport dello slittino mentre stava ancora eseguendo la riabilitazione del ginocchio: nel 1995 partecipò ad una gara del Comitato sportivo sudcoreano, classificandosi al secondo posto su 30 concorrenti. Continuò poi a gareggiare fino a qualificarsi alle Olimpiadi invernali di Nagano 1998 in Giappone, dove si classificò al 31º posto.
Nel settembre 1998, si recò in Austria per studiare presso l'Università di Innsbruck. Tuttavia, si infortunò nuovamente al legamento del ginocchio già lesionato, dovendosi operare per la seconda volta; nel frattempo la Federazione sudcoreana di slittino gli revocò la licenza. Pensando che la sua carriera di atleta fosse ormai finita, si limitò a studiare in Austria e imparare a parlare la lingua tedesca fluentemente, ma grazie alla presentazione del suo istruttore dell'epoca, incontrò lo Mario Guggenberger, il quale lo incoraggiò a provare lo sport dello skeleton. Dal momento che lo skeleton non era ancora stato introdotto in Corea del Sud, Gang Gwang-bae non ebbe altra scelta che competere per la squadra nazionale austriaca: ottenne così il primo posto ai Campionati universitari austriaci del 1999. In seguito, introdusse lo skeleton in Corea del Sud nel 2000 e, quando la disciplina fu reintrodotta nel programma olimpico, gareggiò poi alle Olimpiadi invernali di Salt Lake City 2002, dove giunse al 20º posto. Alle Olimpiadi di Torino 2006 fu 23° nella gara di skeleton.
L'11 agosto 2006 sposò Hyun Yunkyung, giornalista di Yonhap News.
Dopo Torino 2006 abbandò lo skeleton per tornare al bob. Nonostante le pessime condizioni di manutenzione dell'attrezzatura, tentò di qualificarsi alle Olimpiadi invernali di Vancouver 2010, assumendo il ruolo di pilota di bob: il 21 dicembre 2009 riuscì a centrare la qualificazione con il bob a quattro, mentre il 18 gennaio 2010 si qualificò anche con il bob a due, ma fu poi squalificato. Nella gara olimpica del bob a quattro finì al 19º posto.
Dopo aver annunciato il termine della sua carriera agonistica dopo le Olimpiadi invernali di Vancouver 2010, si candidò alla Federazione internazionale di bob e skeleton tenutasi a Lake Placid il 12 settembre 2010, sconfiggendo lo statunitense Liston Bochette, ricevendo 27 dei 43 voti validi: fu così eletto vicepresidente delle relazioni internazionali, uno dei rami esecutivi della federazione. Dopo essere diventato amministratore, ha ceduto la gestione della squadra nazionale sudcoreana di bob a Lee Yong.
Nel 2012 fu chiamato come professore alla Korea National Sport University nel marzo 2012, venendo poi ufficialmente nominato nel settembre dello stesso anno; lì fondò e diresse il club di slittino della Korea National Sport University (slittino, skeleton, bob). Tra gli atleti da lui allenati, si distinse Yun Sung-bin, entrato nella classe del 2013, che vinse la Coppa intercontinentale di skeleton e la Coppa del mondo di skeleton 2015-2016. la medaglia d'oro alle Olimpiadi di Pyeongchang 2018, stabilendo la medaglia d'argento nel bob a quattro, stabilendo il record come prima medaglia olimpica di bob per un paese asiatico.
Intorno al 2014 è stato indagato con l'accusa di appropriazione indebita di sussidi per il bob e di aver costretto gli atleti a svolgere lavori forzati, ma dopo due anni di indagini l'accusa è stata archiviata nel gennaio 2016.
Alle Olimpiadi di Pyeongchang 2018 è stato commentatore televisivo per l'evento di slittino sul canale MBC, con cui era stato coinvolto attraverso lo speciale di bob Infinite Challenge nel 2009.